# Dudki (Świętajno)
Dudki (deutsch Duttken, 1938–1945 Sargensee) ist ein Dorf in der polnischen Woiwodschaft Ermland-Masuren, das zur Landgemeinde Świętajno (Schwentainen) im Powiat Olecki (Kreis Oletzko, 1933–1945 Kreis Treuburg) gehört.

## Geographische Lage
Dudki liegt am Westufer des Duttken-Sees (1938–1945 Sargen-See, polnisch Jezioro Dudeckie) wenige hundert Meter östlich des Duttken-Bergs (polnisch Dudecka Góra) in der östlichen Mitte der Woiwodschaft Ermland-Masuren. Die Kreisstadt Marggrabowa (umgangssprachlich auch Oletzko, 1928–1945 Treuburg, polnisch Olecko) befindet sich elf Kilometer entfernt in nordöstlicher Richtung.

## Geschichte
Das kleine seinerzeit Dudken genannte Dorf wurde 1562 gegründet und hieß bis 1785 Dudki, danach Dutcken und bis 1938 Duttken. Im Jahr 1874 wurde es in den Amtsbezirk Orzechowken (polnisch Orzechówko) eingegliedert und noch vor 1908 – nach Auflösung des Amtsbezirks Orzechowken – in den Amtsbezirk Schwentainen (polnisch Świętajno) umgegliedert. In beiden Fällen gehörte das Dorf zum Kreis Oletzko (1933–1945 Kreis Treuburg) im Regierungsbezirk Gumbinnen der preußischen Provinz Ostpreußen.
Im Jahr 1910 waren in Dudki 318 Einwohner verzeichnet. Ihre Zahl verringerte sich bis 1933 auf 303 und belief sich 1939 noch auf 283.
Aufgrund der Bestimmungen des Versailler Vertrags stimmte die Bevölkerung im Abstimmungsgebiet Allenstein, zu dem Duttken gehörte, am 11. Juli 1920 über die weitere staatliche Zugehörigkeit zu Ostpreußen (und damit zu Deutschland) oder den Anschluss an Polen ab. In Duttken stimmten 228 Einwohner für den Verbleib bei Ostpreußen, auf Polen entfiel keine Stimme.
Aus politisch-ideologischen Gründen der Abwehr fremdländisch klingender Ortsnamen wurde Duttken am 3. Juni (amtlich bestätigt am 16. Juli) des Jahres 1938 in Sargensee umbenannt. 
In Kriegsfolge kam der Ort 1945 mit dem gesamten südlichen Ostpreußen zu Polen und erhielt die polnische Namensform Dudki. Heute ist das Dorf Sitz eines Schulzenamtes (polnisch sołectwo) und somit eine Ortschaft im Verbund der Landgemeinde Świętajno (Schwentainen) im Powiat Olecki (Kreis Oletzko, 1933–1945 Kreis Treuburg), bis 1998 der Woiwodschaft Suwałki, seither der Woiwodschaft Ermland-Masuren zugehörig.

## Religionen
Bis 1945 war Duttken in die evangelische Kirche Schwentainen in der Kirchenprovinz Ostpreußen der Evangelischen Kirche der Altpreußischen Union eingepfarrt. 
Heute ist ebendiese Kirche als katholische Pfarrkirche Świętajno das nächstgelegene Gotteshaus und ist Teil des Bistums Ełk (Lyck) der Römisch-katholischen Kirche in Polen.

## Verkehr
Dudki ist von der polnischen Landesstraße DK 65 (frühere deutsche Reichsstraße 132) sowohl von Olecko (Marggrabowa, 1928–1945 Treuburg) als auch von Gąski (Gonsken, 1938–1945 Herzogskirchen) aus zu erreichen.
Von 1911 bis 1945 war das Dorf Bahnstation an der Bahnstrecke Marggrabowa–Schwentainen (polnisch Olecko–Świętajno). Sie wurde von den Treuburger Kleinbahnen  befahren und dann kriegsbedingt aufgegeben.